# Niccolò Cecconi
Pour les articles homonymes, voir Cecconi.

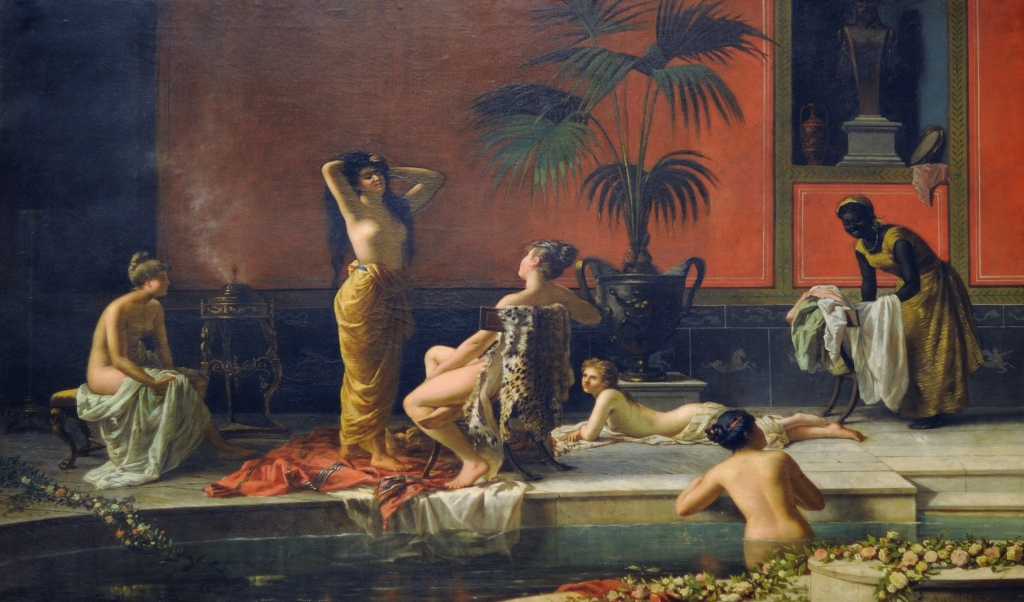
Bagno pompeiano, 1890.

Niccolò Cecconi, né en 1835 à Florence et mort en 1901 dans la même ville, est un peintre italien.

## Biographie
Niccolò Cecconi naît en février 1835 à Florence.
Fils du peintre Giuseppe, il s'inscrit en 1851 aux cours de l'Académie des beaux-arts de Florence. Il est connu pour ses copies de peintures anciennes, conservées dans les musées florentins, et comme portraitiste. En 1879, il fait une copie du Portrait de Galileo Galilei, peint par Justus Sustermans et conservé aux Offices.
En 1859, il peint un portrait de Carlo Collodi en uniforme, qui est conservé au Cabinet des dessins et des estampes. Il choisit également de peindre différents sujets, tels que des scènes de genre, des allégories, des sujets religieux et des représentations du goût orientaliste.
Contemporain d'artistes tels que Giovanni Fattori, Silvestro Lega et Adriano Cecioni, qui ont étudié à la même Académie, il préfère se tourner vers le purisme siennois plutôt que vers les Macchiaioli. Avec un groupe de peintres, il ouvre un atelier à Florence, Via delle Belle Donne.
À partir de 1861, il expose à Florence ses peintures, qui sont appréciées du public parce qu'elles sont agréables, décoratives et lumineuses. Parmi elles, Il fior d'amore (1871), Le prime impressioni (1872), Un articolo di Yorick (1880). En 1883, il expose à Rome Il contrabbasso dello zio (La contrebasse de l'oncle) et en 1884, il est présent à Turin, à l'Exposition générale, avec le délicat tableau Alla mia regina.
Le périodique Il Raffaello, en 1876, à la page 82, rappelle un épisode qui l'avait vu comme protagoniste : « Niccolò Cecconi, peintre à Florence, a offert à SM le Roi un portrait très similaire de Vittorio Emanuele. Le cadeau et la lettre qui l'accompagne ont reçu toute la reconnaissance du roi Umberto qui, par l'intermédiaire du ministre Visone, a remercié le donateur avec de belles paroles et lui a offert en souvenir un magnifique remontoir orné de figures royales. »

## Autres œuvres
- I cantanti,
- Una semplice proposta,
- La Vergine e la stella
- Venere e Amore
- Al pozzo
- Casa delle Amazzoni
- San Michele Arcangelo respinge il regalo di Tobia
- Nascita di Gesù, 1860
- Le bolle di sapone
- La preghiera, 1866